# ونگرا (پیینور)
ونگرا (پیینور) (به انگلیسی: Vengara (Payyannur)) یک زیستگاه انسانی در هند است که در Kannur district واقع شده‌است.